# Août 1970

## Évènements
- France :  manifestations féministes à Paris.
- 1er - 8 aout : le 55e congrès mondial d’espéranto a lieu à Vienne. Il a pour thème « L’espéranto comme instrument de représentation internationale du monde ».
- 2 août (Formule 1) : Grand Prix automobile d'Allemagne.
- 8 août : l’acceptation du second plan Rogers entraîne un cessez-le-feu entre l'Égypte et Israël. Une zone de 50 km de part et d’autre du canal de Suez est neutralisée. Nasser maintient l’opération « Granit » pour le 7 novembre.
- 12 août : traité de Moscou. Les gouvernements soviétique et ouest-allemand signent un traité rejetant l’usage de la force pour régler les conflits et reconnaissant les frontières existantes de l’Europe, y compris la frontière Oder-Neisse entre l’Allemagne de l’Est et la République populaire de Pologne.
- 12 août : fusion de deux clubs, le Stade Saint-Germain et le Paris Football Club et naissance du Paris Saint-Germain Football Club.
- 16 août (Formule 1) : Grand Prix automobile d'Autriche.

## Naissances
- 8 août : Pascal Duquenne, acteur belge.
- 9 août : Rod Brind'Amour, joueur de hockey.
- 13 août : Wendy Whoppers est une actrice pornographique américaine.
- 16 août : Dean Del Mastro, homme politique fédéral canadien.
- 19 août : James Rajotte, homme politique fédéral canadien.
- 20 août : John Carmack, programmeur américain.
- 23 août :
  - Brad Mehldau, pianiste de jazz américain.
  - River Phoenix, acteur, musicien, chanteur américain.
- 25 août : Claudia Schiffer, mannequin et actrice allemande.
- 27 août : Marmont Banza, homme politique de la République démocratique du Congo.
- 28 août : Loïc Leferme, apnéiste profond français. († 11 avril 2007).

## Décès
- 30 août : Abraham Zapruder, cinéaste amateur (°15 mai 1905) ayant filmé l'assassinat de John F. Kennedy.